# Franz Liebl
Franz Liebl (* 28. Januar 1923 in Heiligenkreuz,  Tschechoslowakei; † 8. April 2002 in Fischach) war ein deutscher bzw. sudetendeutscher Lehrer, Schriftsteller und Autor der egerländischen und oberpfälzischen Mundart.

## Leben
Franz Liebl besuchte das Gymnasium in Mies, etwa 50 km von seinem Wohnort Heiligenkreuz entfernt. Von 1942 bis 1945 leistete Liebl Kriegsdienst. Nach der Vertreibung der Deutschen aus der Tschechoslowakei kam Liebl nach Weißenburg in Bayern, wo er 1947 zum Volksschullehrer wurde. Ab 1957 unterrichtete er in der Realschule in Treuchtlingen und danach bis 1973 als Studienrat in Weißenburg. Parallel zu seiner Arbeit als Lehrer verfasste Liebl mehrere Werke, die ins Englische, Französische, Spanische und Tschechische übersetzt wurden.

## Auszeichnungen
- 1962: Förderpreis für Lyrik der Sudetendeutschen Landsmannschaft
- 1966: Nordgau-Kulturpreis der Stadt Amberg (für Dichtung)
- 1974: Ehrengabe zum Andreas-Gryphius-Preis
- 1989: Johann-Alexander-Döderlein-Kulturpreis der Stadt Weißenburg

## Bibliografie
- 1957: Die hohe Hymne. Sonette. Europäischer Verlag, Wien.
- 1959: Immer hab ich dich gesucht. Gedichte. Europäischer Verlag, Wien.
- 1959: Unterwegs. Gedichte. Bogen-Verlag, München.
- 1960: Land im Frührot. Gedichte. Hegereiter-Verlag, Rothenburg ob der Tauber.
- 1963: Das böhmische Dorf. Erzählung. Delp, München.
- 1966: Was je deine Seele verlor. Gedichte., Habbel, Regensburg.
- 1974: Zeitgitter. Gedichte. Bläschke, Darmstadt.
- 1983: Elegie für Flügelhorn. Gedichte. Delp, München, ISBN 3-7689-0201-3.
- ----: Hinter den sieben Bergen. Erzählungen und Gedichte.
- 1988: Blaue Iris, Ed. Transform, Herp, München, ISBN 3-922587-68-2.